# Chiesa di Sant'Antonio (Venezia, Lido)
La chiesa di Sant'Antonio è un edificio religioso della città di Venezia, situato nell'isola del Lido.

## Storia
Nel 1920 una piccola chiesetta in legno dedicata a sant'Antonio di Padova venne ricavata con il riutilizzo di alcune baracche militari da parte degli abitanti del nuovo quartiere di Città Giardino edificato al Lido di Venezia a partire dal 1914.

Con tempo nacque l'esigenza di un luogo di culto che accogliesse la crescente popolazione del quartiere e nel giugno del 1933 ebbe inizio la costruzione di una nuova chiesa in muratura, su progetto dell'ing. Giovanni Sicher e dell'arch. Virgilio Vallot, sull'area di quella precedente. La chiesa venne consacrata il 7 giugno 1936 dal patriarca Adeodato Piazza ma all'epoca dipendeva ancora dalla parrocchia di Santa Maria Elisabetta.
I lavori vennero ripresi e completati al termine della seconda guerra mondiale quando vennero eretti gli altari laterali.

La parrocchia di Sant'Antonio del Lido venne costituita il 13 ottobre 1948 dal cardinal Piazza.

L'edificio venne consacrato il 30 ottobre 1986 dal patriarca Marco Cé con la dedicazione del nuovo altar maggiore, fatto costruire dal parroco don Carlo Massari (1929-2021).
La posa della prima pietra per la costruzione del patronato avvenne il 4 novembre 1951 alla presenza del cardinale Carlo Agostini e i lavori terminarono nel gennaio del 1956. Successivamente venne aperto il cinema parrocchiale Excelsior.
Nel 1974 la parrocchia di Sant'Antonio contava seimila abitanti e duemila famiglie.

## Descrizione

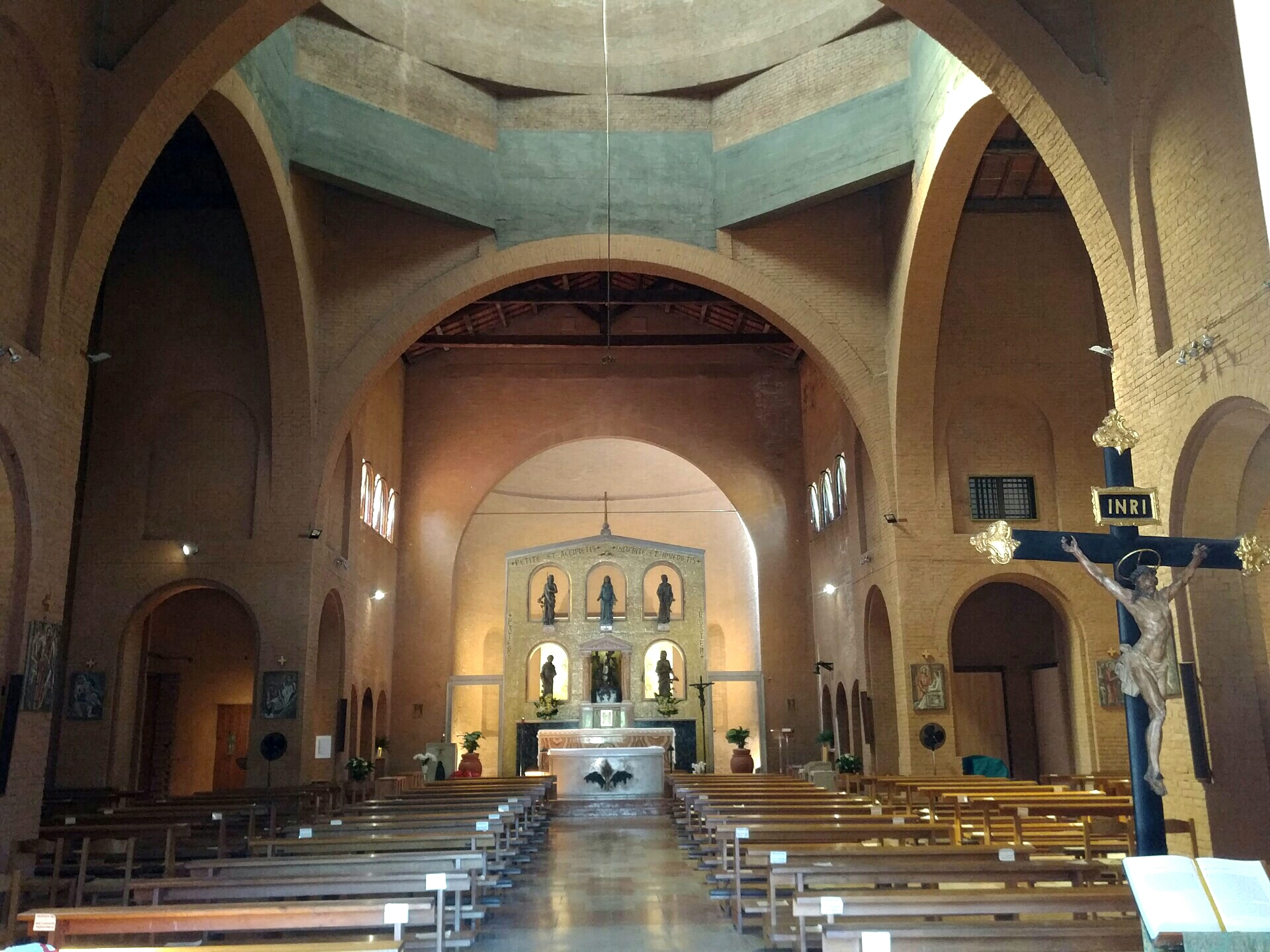
L'interno della chiesa

La chiesa presenta una struttura neoromanica, in mattoni a vista, con tre absidi semicircolari sporgenti, una cupola cilindrica e un portico con tre arcate antistante l'ingresso. L'interno è a pianta centrale cruciforme, formato da due navate che si intersecano tra loro, coronate dalla cupola e da capriate scoperte alternate ad arconi in muratura. 
L'altare maggiore è ornato dalle statue opera di Pierluigi Sopelsa, raffiguranti la Madonna, San Giuseppe, San Pietro, Sant'Antonio e San Marco. Dello stesso artista è il leggio di marmo bianco con la figura di una Madonna rivolta con le braccia tese verso l'assemblea.
Alle testate dei transetti sono posti gi altari della Madonna del Rosario, con statua lignea di Madonna con Bambino dello scultore Angelo Franco, e quello di Sant'Antonio con statua in marmo opera di Napoleone Martinuzzi.

### Campane
Il campaniletto a vela di questa chiesa ospita un concerto di 3 campane in Re4 che eseguono:
- Distesa del campanone
- Plenum